# Jun Endo
Jun Endo (født 24. maj 2000) er en japansk fodboldspiller. Hun er medlem af Japans kvindefodboldlandshold.

## Landsholdskarriere
Den 27. februar 2019 fik hun debut på det japanske landshold, i en kamp mod USA. Hun har pr. 7. august 2023 spillet 34 landskampe for Japan.